# How Do I Live
"How Do I Live" là một bài hát được sáng tác bởi Diane Warren. Ban đầu, nó được thể hiện bởi LeAnn Rimes cho album phòng thu thứ hai của cô You Light Up My Life: Inspirational Songs (1997) và sau đó được Trisha Yearwood hát lại cho bộ phim hành động bom tấn Con Air. Cả hai phiên bản đều được phát hành đồng thời vào ngày 27 tháng 5 năm 1997.
Tại Hoa Kỳ, phiên bản của Rimes đạt vị trí thứ hai trên bảng xếp hạng Billboard Hot 100 trong bốn tuần không liên tiếp vào cuối năm 1997 và đầu năm 1998, chỉ đứng sau "Candle in the Wind 1997" của Elton John, và thiết lập kỷ lục trụ vững nhiều tuần nhất trên bảng xếp hạng với 69 tuần, trước khi bị "I'm Yours" của Jason Mraz xác lập kỷ lục mới (76 tuần). Phiên bản của Rimes cũng cũng nắm giữ kỷ lục về số tuần trụ vững trong top 5 của Hot 100 với 25 tuần liên tiếp trong 19 năm (trước khi bị phá vỡ vào năm 2017 bởi "Closer" của The Chainsmokers) và trong top 10 với 32 tuần liên tiếp (một thành tích cũng bị vượt qua bởi "Closer"), và kỷ lục về số tuần tồn tại trong top 40 với 62 tuần liên tiếp. Nó được tạp chí Billboard xếp vị trí thứ 4 trong Top 100 của mọi thời đại, trở thành bài hát duy nhất trong top 10 danh sách này mà không đạt hạng nhất. Mặc dù chỉ đạt vị trí thứ 7 tại Vương quốc Anh, phiên bản "How Do I Live" của Rimes đã trải qua 34 tuần có mặt trên bảng xếp hạng, và trở thành đĩa đơn bán chạy thứ sáu của năm 1998 tại đây. Tính đến tháng 8 năm 2014, nó đã bán được 710.000 bản tại Anh.
Năm 1998, lần đầu tiên trong lịch sử giải Grammy có hai nghệ sĩ với cùng một bài hát được đề cử trong cùng một hạng mục, và Yearwood thắng giải Grammy cho Trình diễn giọng đồng quê nữ xuất sắc nhất. Bài hát cũng được đề cử giải Oscar ở hạng mục Ca khúc trong phim hay nhất. "How Do I Live" cũng được hát lại bởi F.I.R. (Faye & Real) với sự tham gia góp giọng của LeAnn Rimes vào năm 2006.

## Danh sách bài hát

### Phiên bản của Rimes
Đĩa đơn tại Mỹ
1. How Do I Live  4:25
2. How Do I Live [Bản gốc mở rộng] 4:53

Đĩa đơn phát hành lại tại Mỹ
1. How Do I Live [Film Mix] 4:25
2. How Do I Live [Mr. Mig Dance Chỉnh sửa trên Radio] 3:54

Đĩa maxi/tải kĩ thuật số/đĩa than tại Mỹ và Vương quốc Anh
1. How Do I Live [Mr. Mig Dance Chỉnh sửa trên Radio] 3:54
2. How Do I Live [Mr. Mig Club Chỉnh sửa trên Radio] 4:15
3. How Do I Live [RH Factor Chỉnh sửa trên Radio] 3:45
4. How Do I Live [Mr. Mig Club Mix] 7:38
5. How Do I Live [Bản gốc mở rộng] 4:53

Đĩa maxi quảng cáo tại Mỹ
1. How Do I Live [Mr. Mig Dance Chỉnh sửa trên Radio] 3:54
2. How Do I Live [Mr. Mig Club Chỉnh sửa trên Radio] 4:15
3. How Do I Live [RH Factor Chỉnh sửa trên Radio] 3:45
4. How Do I Live [RH Factor Club Vocal] 9:11
5. How Do I Live [Mr. Mig Club Mix] 7:38

Đĩa đơn tại Vương quốc Anh
1. How Do I Live 4:25
2. How Do I Live [RH Factor Chỉnh sửa trên Radio] 3:45

Đĩa CD maxi tại Vương quốc Anh
1. How Do I Live 4:25
2. You Light Up My Life 3:34
3. How Do I Live [Mr. Mig Remix Club Chỉnh sửa trên Radio] 4:15
4. How Do I Live [RH Factor Chỉnh sửa trên Radio] 3:45

Đĩa CD maxi tại Vương quốc Anh #2/Đĩa CD tại Úc
1. Commitment 4:36
2. How Do I Live [Mr. Mig Dance Chỉnh sửa trên Radio] 3:54
3. How Do I Live [Mr. Mig Club Chỉnh sửa trên Radio] 4:15
4. How Do I Live [RH Factor Chỉnh sửa trên Radio] 3:45
5. How Do I Live [Mr. Mig Club Mix] 7:38
6. How Do I Live [Bản gốc mở rộng] 4:53

Đĩa CD maxi tại Đức
1. How Do I Live [Chỉnh sửa trên Radio] 3:45
2. How Do I Live [Bản gốc mở rộng] 4:25
3. How Do I Live [Mr. Mig Dance Chỉnh sửa trên Radio] 3:54
4. How Do I Live [Mr. Mig Club Chỉnh sửa trên Radio] 4:15

### Phiên bản của Yearwood
Đĩa CD tại Mỹ và Nhật Bản/Băng Cassette tại Mỹ
1. How Do I Live 4:28
2. How Do I Live [Bản video] 4:07

Đĩa CD tại châu Âu
1. How Do I Live [Bản video] 4:07
2. How Do I Live 4:28
3. She's in Love with the Boy 4:05

### Phiên bản khác
1. How Do I Live (Cahill Remix)  6:30
2. How Do I Live (Cahill Chỉnh sửa trên Radio) 3:34

## Xếp hạng
| Bảng xếp hạng (1997–99)               | Vị trí cao nhất |
| ------------------------------------- | --------------- |
| Úc (ARIA)                             | 17              |
| Áo (Ö3 Austria Top 40)                | 24              |
| Canada Top Singles (RPM)              | 19              |
| Canada Adult Contemporary (RPM)       | 13              |
| Canada Country (RPM)                  | 60              |
| Châu Âu (European Hot 100 Singles)    | 16              |
| Đức (Official German Charts)          | 22              |
| Ireland (IRMA)                        | 14              |
| Hà Lan (Dutch Top 40)                 | 4               |
| Hà Lan (Single Top 100)               | 5               |
| Na Uy (VG-lista)                      | 4               |
| Thụy Sĩ (Schweizer Hitparade)         | 24              |
| Anh Quốc (OCC)                        | 7               |
| Hoa Kỳ Billboard Hot 100              | 2               |
| Hoa Kỳ Adult Contemporary (Billboard) | 1               |
| Hoa Kỳ Adult Pop Airplay (Billboard)  | 10              |
| Hoa Kỳ Hot Country Songs (Billboard)  | 43              |
| Hoa Kỳ Pop Airplay (Billboard)        | 4               |

| Bảng xếp hạng (1997)                  | Vị trí |
| ------------------------------------- | ------ |
| Australia (ARIA)                      | 170    |
| US Billboard Hot 100                  | 9      |
| US Hot Adult Contemporary (Billboard) | 8      |
| Bảng xếp hạng (1998)                  | Vị trí |
| Europe (European Hot 100)             | 72     |
| Netherlands (Dutch Top 40)            | 13     |
| Netherlands (Single Top 100)          | 22     |
| UK Singles (Official Charts Company)  | 6      |
| US Billboard Hot 100                  | 5      |
| US Hot Adult Contemporary (Billboard) | 9      |
| Bảng xếp hạng (1999)                  | Vị trí |
| Germany (Official German Charts)      | 84     |

| Bảng xếp hạng (1990-1999) | Vị trí |
| ------------------------- | ------ |
| US Billboard Hot 100      | 12     |

| Bảng xếp hạng (1958–2015) | Vị trí |
| ------------------------- | ------ |
| US Billboard Hot 100      | 4      |

| Quốc gia                                                                           | Chứng nhận  | Số đơn vị/doanh số chứng nhận |
| ---------------------------------------------------------------------------------- | ----------- | ----------------------------- |
| Na Uy (IFPI)                                                                       | Vàng        | 0*                            |
| Anh Quốc (BPI)                                                                     | Bạch kim    | 600.000^                      |
| Hoa Kỳ (RIAA)                                                                      | 3× Bạch kim | 3,703,000^                    |
| * Chứng nhận dựa theo doanh số tiêu thụ. ^ Chứng nhận dựa theo doanh số nhập hàng. |             |                               |

### Phiên bản của Yearwood
| Chart (1997)                         | Vị trí cao nhất |
| ------------------------------------ | --------------- |
| Australian Singles Chart             | 3               |
| Canada Adult Contemporary (RPM)      | 28              |
| Canada Country (RPM)                 | 1               |
| Ireland (IRMA)                       | 2               |
| UK Singles Chart                     | 66              |
| Hoa Kỳ Billboard Hot 100             | 23              |
| Hoa Kỳ Hot Country Songs (Billboard) | 2               |

| Bảng xếp hạng (1997)                   | Vị trí |
| -------------------------------------- | ------ |
| Australian Singles Chart               | 12     |
| Canada Adult Contemporary Tracks (RPM) | 71     |
| Canada Country Tracks (RPM)            | 27     |
| U.S. Country Songs (Billboard)         | 18     |

| Quốc gia                                  | Chứng nhận  | Số đơn vị/doanh số chứng nhận |
| ----------------------------------------- | ----------- | ----------------------------- |
| Úc (ARIA)                                 | 2× Bạch kim | 140.000^                      |
| ^ Chứng nhận dựa theo doanh số nhập hàng. |             |                               |